# 查寧·塔圖
查寧·馬修·泰坦（英語：Channing Matthew Tatum，1980年4月26日—），美國男演員、製片人，曾任模特兒。他以時裝模特兒開始其演藝生涯，曾代言亞曼尼、杜嘉班納、Abercrombie & Fitch等知名牌子，其後並延伸至演戲事業，曾於電影《舞出真我》、《龍虎少年隊》、《最後一封情書》、《特種部隊：眼鏡蛇的崛起》與《舞棍俱樂部》演出。泰坦2010年在《最後一封情書》中飾演約翰，本片改編自同名小說，票房高達3240萬美金。2012年泰坦在《舞棍俱樂部》中自編及自演麥克。2012年，泰坦被美國《時人》雜誌評選為全球最性感男士。

## 早年
查寧·泰坦生於阿拉巴馬州卡尔曼。六歲時全家搬至密西西比州，泰坦有時會回阿拉巴馬州探望母親的娘家。泰坦於密西西比河附近的河口長大，他在那裡享受著田園生活。
泰坦成長時體魄健壯，涉獵的運動有美式足球、足球、田徑、棒球，並學習武術。泰坦幼時亦熟練功夫。他的青少年時期多半在佛羅里達州坦帕一帶度過，一開始就讀於蓋瑟高中，後來轉至坦帕天主教高中。他於1998年畢業，並被票選為最為強壯。之後，泰坦被授予到格伦维尔州立学院的橄欖球獎學金，其位於西維吉尼亞州格伦维尔，但泰坦后来被迫退学。他返家並開始做臨時工，一直到搬至邁阿密。

## 職業生涯
在2000年泰坦在瑞奇·馬丁的MV<She Bangs>中作為舞者，他亦開始在時裝界作模特兒，泰坦曾任亞曼尼與Abercrombie & Fitch模特兒。很快泰坦開始被人注意，他開始被邀拍攝電視廣告如激浪與百事可樂等，隨後，他在邁阿密與一間模特兒公司簽約，他的知名度急升，除了在VOUGE雜誌出現，還是杜嘉班納、Abercrombie & Fitch的模特兒。
在2004年泰坦参演了《鑑證行動組》，次年演出了《卡特教頭》、《玩命派對》等幾部電影，積累了不少經驗與知名度。2006年泰坦在《舞出真我》中擔任男主角，其舞技及陽光外形廣受讚賞，他亦因此片而成名，成為荷里活的當紅男星。在2007年至2008年，泰坦出演了三部電影及一部短篇電影，包括改編自1999年美國西雅圖爆發示威的電影《決戰西雅圖》及《拒絕再戰》，泰坦亦客串《舞力全開》，由於《舞出真我》與此電影劇情沒有關係，因此《舞出真我》眾演員中只有泰坦客串。泰坦在2009年接拍了知名導演米高·曼的電影《頭號公敵》，飾演美國30年代的黑幫。同年，泰坦在《特種部隊：眼鏡蛇的崛起》中飾演公爵，最初他不願出演角色，因為他擔心電影會美化戰爭。然而，在泰坦讀了劇本後就改變主意。
在2010年泰坦主演的《最後一封情書》票房及口碑極佳，票房高達3240萬美金，在上映當天票房更比《阿凡達》高。2012年泰坦共出演了四部電影，他與麗素·麥雅當絲合作，出演《愛重來》及與喬納·希爾合作《龍虎少年隊》，《龍虎少年隊》亦是泰坦首次兼任製片的電影。在同年泰坦亦第二次兼任製片及演出《舞棍俱樂部》，由於泰坦曾在當過脫衣舞男，因此此電影是有部份是他的真實故事。泰坦在2012年2月4日的《週六夜現場》暫代主持。 泰坦在2012年被美國《People》雜誌評選為全球最性感男士。2013年，泰坦與祖迪·羅及凱薩琳·麗塔-瓊絲合作電影《謎離藥謊》，這部亦是著名導演史提芬·蘇德堡執導的最後一部美國劇情片。泰坦亦在《義勇群英：毒蛇反擊戰》中再次飾演豪瑟公爵，原定為2012年上映，延至2013年3月。泰坦在2013年的第三部電影為《白宮末日》。
泰坦2014年出演劇情電影《暗黑冠軍路》。他亦在自己的instagram帳戶透露《龍虎少年隊》將會開拍續集，預計2014年6月上映。
泰坦在2012年一次採訪中提到，他希望他能夠在所有演出的電影中參與製片，並說「我不太喜歡出現在一些我沒有參與製片的電影中，除非有十位我想和他們合作的導演」，其後泰坦與妻子珍娜·戴溫和他們的製片合作夥伴Reid Carolin簽訂為期兩年的合約，他們可以製作不同類型的電影。
在泰坦有份演出電影中，部份他都有參與製片，如《舞棍俱樂部》、《謎離藥謊》、《龍虎少年隊》、10 Years等。
泰坦在當模特兒之前，曾在佛羅里達州當過八個月的脫衣舞男。《舞棍俱樂部》是泰坦的真實故事，早在2010年泰坦已向媒體表示他想拍一部關於他當脫衣舞男電影。泰坦一直對曾當過舞男沒有隱瞞、大方承認，甚至在脫口秀「週六夜現場」中拿這段往事打趣，更現場表演一段熱舞。

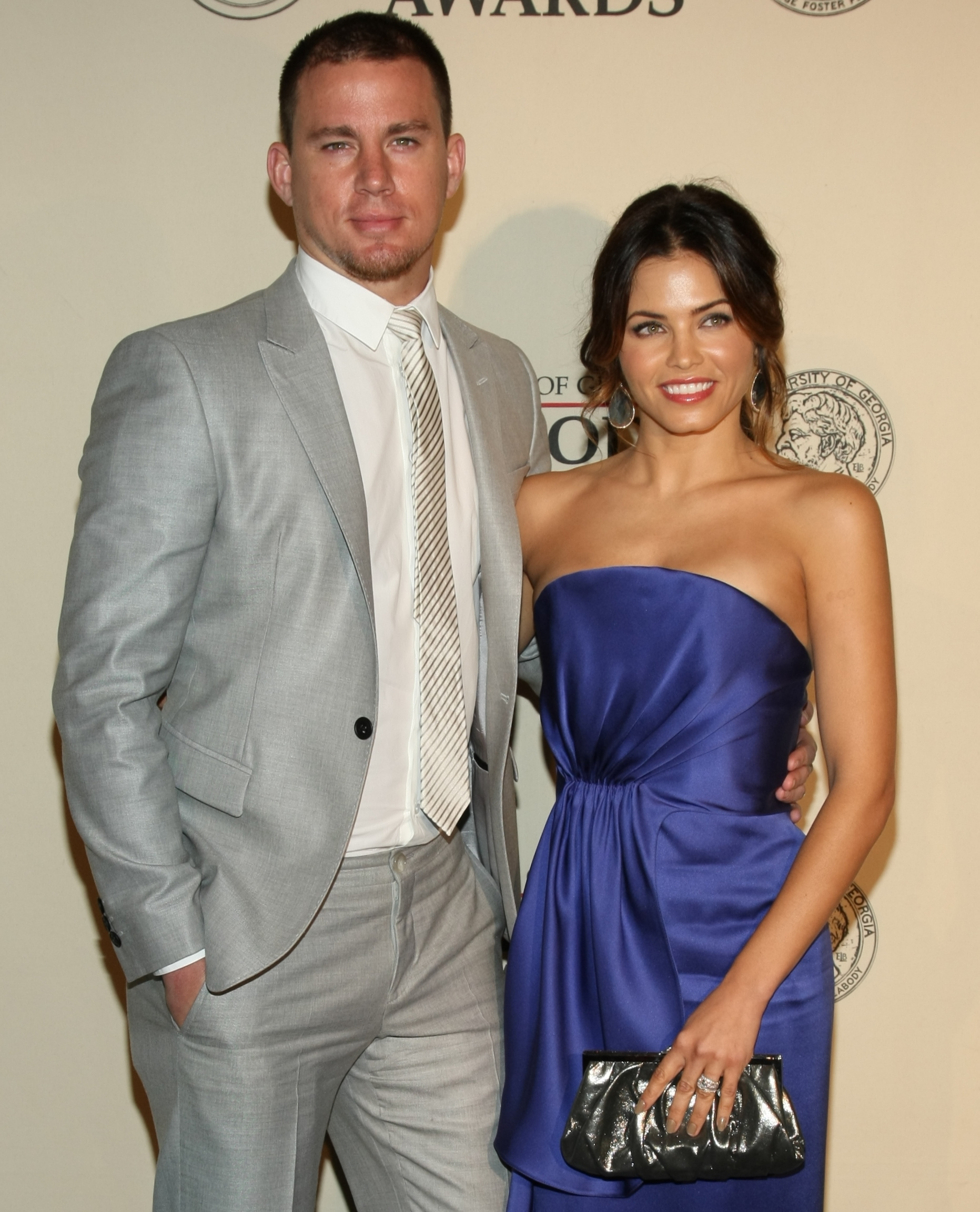
泰坦與妻子珍娜·戴溫出席2012年第71屆皮博迪獎午宴。

## 33andOut製作公司
2012年，泰坦連同幾位朋友及妻子珍娜·戴溫開辦了兩間製作公司 — 33andOut Productions 及 Iron Horse Entertainment 。
他們第一部生產的是紀錄片《玻璃地球》，該片在2010年紐約翠貝卡電影節上首映。

## 私生活
2005年，泰坦於電影《舞出真我》認識了該片女主角珍娜·戴溫。他們在電影拍攝結束後不久開始約會。兩人並於2008年9月在夏威夷茂宜島訂婚。並於2009年7月11號於加利福尼亞州馬利布結婚。
2012年12月17日，泰坦及其妻子珍娜·戴溫的代言人透露，戴溫懷有身孕。
2013年，泰坦及珍娜的女兒在英國倫敦出生。
2018年4月，兩人在社群媒體上宣布離婚。
泰坦在求學時期被診斷出患有專注力失調過度活躍症及「疑似失讀症」

## 影視作品

### 電影
| 年份 | 標題                        | 角色                            | 附註               |
| ---- | --------------------------- | ------------------------------- | ------------------ |
| 2005 | 《卡特教頭》                | Jason Lyle                      |                    |
| 2005 | 《玩命派對》                | Nick                            |                    |
| 2005 | 《越野狂飆》                | Rowdy Sparks                    |                    |
| 2006 | 《足球尤物》                | Duke Orsino                     |                    |
| 2006 | 《舞出真我》                | Tyler Gage                      |                    |
| 2006 | 《聖路》                    | Antonio                         |                    |
| 2007 | The Trap                    | Greg                            | 短片               |
| 2007 | 《西雅圖聖戰》              | Johnson                         |                    |
| 2008 | 《舞力全開》                | Tyler Gage                      | 客串               |
| 2008 | 《拒絕再戰》                | Steve Shriver                   |                    |
| 2009 | 《格鬥小子》                | Shawn MacArthur                 |                    |
| 2009 | 《頭號公敵》                | 漂亮男孩弗洛伊德                |                    |
| 2009 | 《特種部隊：眼鏡蛇的崛起》  | 康瑞德·S·豪瑟／公爵             |                    |
| 2010 | 《最後一封情書》            | John Tyree                      |                    |
| 2010 | 《玻璃地球》                | -                               | 紀錄片；執行製片人 |
| 2011 | 《劈腿困境》                | Zip                             |                    |
| 2011 | 《無人之子》                | Jonathan White                  |                    |
| 2011 | 《迷踪：第9鹰团》           | Marcus Flavius Aquila           |                    |
| 2011 | 《十年》                    | Jake Bills                      | 兼監製             |
| 2012 | 《即刻反擊》                | Aaron                           |                    |
| 2012 | 《愛·重來》                 | Leo Collins                     |                    |
| 2012 | 《龍虎少年隊》              | Greg Jenko / Brad McQuaid       | 兼監製             |
| 2012 | 《舞棍俱樂部》              | Mike                            | 兼監製             |
| 2013 | 《謎離藥謊》                | Martin Taylor                   |                    |
| 2013 | 《特種部隊2：正面對決》     | 康瑞德·S·豪瑟／公爵             |                    |
| 2013 | 《大明星世界末日》          | 自己                            | 客串               |
| 2013 | 《白宮末日》                | John Cale                       | 兼執行製片人       |
| 2014 | 《樂高玩電影》              | 超人                            | 配音               |
| 2014 | 《暗黑冠軍路》              | Mark Schultz                    |                    |
| 2014 | 《龍虎少年隊2》             | Greg Jenko                      |                    |
| 2014 | 《曼羅奇遇記》              | Joaquin                         |                    |
| 2015 | 《朱比特崛起》              | Caine                           |                    |
| 2015 | 《舞力麥克：尺度極限XXL》   | Magic Mike                      | 兼監製             |
| 2015 | 《八惡人》                  | Jody                            |                    |
| 2016 | 《凱薩萬歲！》              | Burt                            |                    |
| 2017 | 《樂高蝙蝠俠電影》          | 超人                            | 配音               |
| 2017 | 《羅根好好運》              | Jimmy                           |                    |
| 2017 | 《金牌特務：機密對決》      | Tequila                         |                    |
| 2018 | 《小腳怪》                  | Migo                            | 配音               |
| 2019 | 《樂高玩電影2》             | 超人                            | 配音               |
| 2021 | 《美國：一部電影》          | 喬治·華盛頓                     | 配音；兼監製       |
| 2021 | 《脫稿玩家》                | Revenjamin Buttons              | 客串               |
| 2022 | 《逍遙上路》                | U.S. Army Ranger Jackson Briggs | 兼導演和監製       |
| 2022 | 《失落謎城》                | Alan                            |                    |
| 2022 | 《子彈列車》                | 乘客                            | 未署名客串         |
| 2023 | 《舞力麥克：最後一跳》      | Mike Lane                       |                    |
| 2024 | 《太空孤航》                | -                               | 監製               |
| 2024 | 《飛月情海》                | Cole Davis                      |                    |
| 2024 | 《死侍與金鋼狼》            | 雷米·勒博／金牌手               |                    |
| 2024 | 《求救眨眨眼》              | Slater King                     |                    |
| 2025 | 《阿特羅皮亞》              | 演員                            | 未署名客串         |
| 2025 | 《鬼滅之刃劇場版 無限城篇》 | 慶蔵                            | 英語版配音         |
| 2025 | 《屋頂人》                  | 傑佛瑞·曼徹斯特                 |                    |
| 2026 | 《復仇者聯盟：末日之戰》    | 雷米·勒博／金牌手               |                    |

### 電視
| 年份 | 標題                    | 角色             | 附註                                               |
| ---- | ----------------------- | ---------------- | -------------------------------------------------- |
| 2004 | 《CSI犯罪現場：邁阿密》 | Bob Davenport    | 單集："Pro Per"                                    |
| 2012 | 《週六夜現場》          | 他自己（主持人） | 單集："Channing Tatum/Bon Iver"                    |
| 2014 | 《辛普森一家》          | 他自己           | 配音；單集："Steal This Episode"                   |
| 2016 | 《對口型大作戰》        | 他自己           | 配音；單集："Channing Tatum vs. Jenna Dewan-Tatum" |
| 2017 | 《偵探雙雄》            | Gregor Anghel    | 英語版配音和執行製片人；6集                        |

## 獎項與提名
| 年份 | 獎項         | 獎項                     | 電影                         | 結果 | 備註                 |
| ---- | ------------ | ------------------------ | ---------------------------- | ---- | -------------------- |
| 2006 | 獨立精神獎   | 最佳男配角               | 放下屠刀                     | 提名 |                      |
| 2006 | 聖丹斯電影節 | 評審團特別獎             | 放下屠刀                     | 獲獎 |                      |
| 2008 | 青少年票選獎 | 最佳劇情電影男演員       | 拒絕再戰                     | 獲獎 |                      |
| 2008 | 青少年票選獎 | 最佳劇情電影             | 舞力全開                     | 獲獎 |                      |
| 2008 | 青少年票選獎 | 最佳MySpacer             |                              | 提名 |                      |
| 2009 | 青少年票選獎 | 最佳劇情電影男演員       | 格鬥小子                     | 提名 |                      |
| 2010 | MTV電影大獎  | 最佳男演員               | 最後一封情書                 | 提名 |                      |
| 2010 | MTV電影大獎  | 最佳突破演出             | 特種部隊：眼鏡蛇的崛起       | 提名 |                      |
| 2010 | 青少年票選獎 | 最佳動作電影男演員       | 特種部隊：眼鏡蛇的崛起       | 獲獎 |                      |
| 2010 | 青少年票選獎 | 最佳劇情電影男演員       | 最後一封情書                 | 提名 |                      |
| 2010 | 青少年票選獎 | 最佳火花合作             | 最後一封情書                 | 提名 | 與亞曼達·塞佛瑞      |
| 2012 | MTV電影大獎  | 最佳男演員               | 愛重來                       | 提名 |                      |
| 2012 | MTV電影大獎  | 最佳接吻                 | 愛重來                       | 提名 | 與麗素·麥雅當絲      |
| 2012 | MTV電影大獎  | 最佳打鬥                 | 龍虎少年隊                   | 提名 | 與喬納·希爾          |
| 2012 | MTV電影大獎  | 最佳電影                 | 龍虎少年隊                   | 提名 | 與龍虎少年隊演員共享 |
| 2012 | 青少年票選獎 | 最佳劇情電影男演員       | 愛重來                       | 提名 |                      |
| 2012 | 青少年票選獎 | 最佳親吻獎               | 愛重來                       | 提名 | 與麗素·麥雅當絲      |
| 2012 | 青少年票選獎 | 最佳愛情電影男演員       | 愛重來                       | 提名 |                      |
| 2012 | 青少年票選獎 | 最佳喜劇電影男演員       | 龍虎少年隊                   | 獲獎 |                      |
| 2012 | 青少年票選獎 | 最佳火花合作             | 龍虎少年隊                   | 提名 | 與喬納·希爾          |
| 2012 | 青少年票選獎 | 最佳怒火場面             | 龍虎少年隊                   | 提名 | 與喬納·希爾          |
| 2012 | 人民選擇獎   | 最受歡迎男演員           | 魔力麦克、龍虎少年隊、愛重來 | 提名 |                      |
| 2012 | 人民選擇獎   | 喜劇類電影最受歡迎男演員 | 龍虎少年隊                   | 提名 |                      |
| 2012 | 人民選擇獎   | 最受歡迎劇情電影男演員   | 愛重來、魔力麦克             | 提名 |                      |
| 2013 | MTV電影大獎  | 最佳音樂瞬間             | 魔力麦克                     | 提名 |                      |
| 2014 | MTV電影大獎  | 最佳英雄                 | 白宮末日                     | 提名 |                      |
| 2015 | 青少年票選獎 | 夏季選擇獎：電影男演員   | 舞力麥克：尺度極限XXL        | 獲獎 |                      |

## 資料來源
1. ↑  Albertson, Cammila. . Allmovie.   [2009-05-09]. （原始内容存档于2012-03-03）.
2. 1 2  . 時人. 時代. 2008-09-07  [2009-05-09]. （原始内容存档于2012-03-03）.
3. ↑   (mdy). Channing Tatum: Relentless (Interview).   [March 13, 2006]. （原始内容存档于2020-02-20）.
4. ↑  . CHANNING TATUM VIDEO OF THE WEEK: Chan's New 'Fighting' Interview on CW's New York Morning News.   [April 20, 2009]. （原始内容存档于2012-04-04）.
5. ↑  Salamone, Gina. . 紐約日報. 每日新聞. 2009-04-19  [2009-05-09]. （原始内容存档于2012-03-03）.
6. ↑  .   [2013-08-27]. （原始内容存档于2020-10-29）.
7. ↑  .   [2013-08-27]. （原始内容存档于2012-02-17）.
8. ↑  .   [2013-08-27]. （原始内容存档于2011-08-30）.
9. ↑  . People magazine. 2012-11-14  [2012-11-14]. （原始内容存档于2016-04-16） （英语）.
10. ↑  .   [2013-08-27]. （原始内容存档于2020-07-30）.
11. ↑  .   [2013-08-27]. （原始内容存档于2021-01-19）.
12. ↑  .   [2013-08-27]. （原始内容存档于2014-06-08）.
13. ↑  .   [2013-08-27]. （原始内容存档于2016-03-14）.
14. ↑  .   [2013-08-27]. （原始内容存档于2014-10-26）.
15. ↑  http://www.google.com/hostednews/ukpress/article/ALeqM5jNCiqSJlZbkMF69IJKQ5Iuv0sM8Q?docId=N0927521326297107895A
16. ↑  .   [2013-08-27]. （原始内容存档于2020-09-23）.
17. ↑  .   [2013-08-27]. （原始内容存档于2012-03-03）.
18. ↑  .   [2013-08-27]. （原始内容存档于2016-10-16）.
19. ↑  . smh.com.au. 2010-01-18  [2010-01-18]. （原始内容存档于2011-08-30） （英语）.
20. ↑  .   [2013-08-27]. （原始内容存档于2020-09-25）.
21. ↑  .   [2013-08-27]. （原始内容存档于2019-04-02）.
22. ↑  http://www.imdb.com/company/co0311384/
23. ↑  .   [2013-08-27]. （原始内容存档于2017-02-09）.
24. ↑  Baclayon, Jovie. . E! Online. 2008-09-07  [2009-05-09]. （原始内容存档于2011-06-29）.
25. ↑  . US Weekly. 2012-12-17  [2013-04-09]. （原始内容存档于2021-01-27） （英语）.
26. ↑  . US Weekly. 2013-06-02  [2013-05-30] （英语）.
27. ↑  . GQ. 2012-12-15  [2012-12-15]. （原始内容存档于2015-04-16） （英语）.

## 外部連結
- 官方網站 （页面存档备份，存于）
- 查寧·塔圖在互联网电影资料库（IMDb）上的資料（英文）
- 查寧·塔圖的X（前Twitter）
- 查寧·塔圖的Facebook專頁
- People.com的查寧·塔圖。